# Австралийска археология (списание)
Австралийска археология (на английски: Australian Archaeology) е академично списание, публикувано от Австралийската археологическа асоциация. То е създадено през 1974 г., обхваща всички области на археологията, както и други предмети, които са от значение за археологическите изследвания и практика в Австралия и близките райони. Списанието използва широко определение на археологията, за да включва праисторически, исторически и съвременен период и включва социална, биологична и културна антропология, изследвания на аборигените, наука за околната среда и други свързани области. Главен редактор е Сандра Боулдър, подпомагана от Кейт Морс и Вики Уинтън.